# Deutsche Leichtathletik-Meisterschaften 1941
Die 43. Deutschen Leichtathletik-Meisterschaften wurden am 19. und 20. Juli 1941 im Berliner Olympiastadion veranstaltet.

## Durchführung von Meisterschaften in Kriegszeiten
Natürlich waren die Begleitumstände in diesem zweiten Kriegssommer geprägt von den Ereignissen des Zweiten Weltkriegs, wenn auch längst noch nicht so einschränkend wie in den Jahren danach. Sportveranstaltungen wurden in Deutschland in den ersten Kriegsjahren möglichst uneingeschränkt durchgeführt, so auch diese Deutschen Leichtathletik-Meisterschaften 1941. Intensiv wurde in Deutschland an der „Endlösung der Judenfrage“ gearbeitet, begleitet von tiefgreifenden Verbrechen gegen das jüdische Volk. Die Großmächte USA und Großbritannien begannen immer stärker damit, gemeinsam Widerstand gegen das Deutsche Reich zu leisten.
Auffällig ist eine zunehmende Zahl von männlichen Teilnehmern (weniger bei den Athletinnen) aus Militär-, Polizei- oder SS-Sportvereinen. Manchmal ist auch ein Eisenbahnersportverein oder Werksportverein darunter. Polizisten und Eisenbahner wurden aus beruflichen Gründen meistens nicht zum Militärdienst einberufen, bei Militär- und SS-Vereinen trug es wahrscheinlich zum Ruhm der ganzen Einheit bei, wenn einer der ihren einen Meistertitel errang.

## Ausgelagerte Disziplinen
Einige Wettbewerbe fanden nicht im Rahmen dieser Veranstaltung statt:
- Mehrkämpfe (Frauen: Fünfkampf / Männer: Fünf- und Zehnkampf) – Erfurt, 5. und 6. Juli
- Marathonlauf (Einzel- und Mannschaftswertung[3]) / 10.000 m Bahngehen (Einzelwertung) sowie
50-km-Gehen (Einzel- / Mannschaftswertung) – Berlin, 24. August

Die folgende Übersicht fasst die Medaillengewinner und -gewinnerinnen aller Wettbewerbe zusammen.

## Medaillengewinner Männer
| Disziplin                                   | Gold                                                                            | Leistung        | Silber                                                           | Leistung        | Bronze                                                                      | Leistung        |
| ------------------------------------------- | ------------------------------------------------------------------------------- | --------------- | ---------------------------------------------------------------- | --------------- | --------------------------------------------------------------------------- | --------------- |
| 100 m                                       | Jakob Scheuring (Stuttgarter Kickers)                                           | 10,8 s00        | Willi Bönecke (Luftwaffen SV Berlin)                             | 10,8 s00        | Harald Mellerowicz (Luftwaffen SV Berlin)                                   | 11,0 s00        |
| 200 m                                       | Jakob Scheuring (Stuttgarter Kickers)                                           | 21,8 s00        | Herbert Sonntag (Marine Kiel)                                    | 22,2 s00        | Karl Lehmann (TSG Leipzig-Lindenau)                                         | 22,8 s00        |
| 400 m                                       | Fritz Ahrens (Luftwaffen SV Berlin)                                             | 49,3 s00        | Georg Müller (DSV Saarbrücken)                                   | 49,8 s00        | Erich Linnhoff (Luftwaffen SV Berlin)                                       | 50,0 s00        |
| 800 m                                       | Rudolf Harbig (Eintracht Braunschweig)                                          | 1:54,0 min      | Dieter Giesen (Luftwaffen SV Berlin)                             | 1:55,4 min      | Karl Heß (Luftwaffen SV Berlin)                                             | 1:55,6 min      |
| 1500 m                                      | Ludwig Kaindl (TS Jahn München)                                                 | 3:55,2 min      | Alfred Dompert (Stuttgarter Kickers)                             | 3:55,4 min      | Werner Böttcher (KTV Wittenberg)                                            | 3:57,8 min      |
| 5000 m                                      | Hans Raff (VfL Oberhausen)                                                      | 14:39,8 min     | Max Syring (KTV Wittenberg)                                      | 14:40,0 min     | Hermann Eberlein (TSV 1860 München)                                         | 14:46,8 min     |
| 10.000 m                                    | Max Syring (KTV Wittenberg)                                                     | 31:00,1 min     | Anton Haushofer (PSV München)                                    | 31:03,0 min     | Friedrich Timm (DSC Berlin)                                                 | 31:25,2 min     |
| Marathon                                    | Wilhelm Borgsen (Polizei SV Berlin)                                             | 2:33:30,8 h00   | Rudolf Wöber (SV Deutsche Bank Berlin)                           | 2:34:27,8 h00   | Erich Puch (SG Posen)                                                       | 2:34:59,4 h00   |
| Marathon, Mannschaftswertung                | BTSV 1850 BerlinJentzsch Knuth Friedrich Blankenburg                            | 8:41:14 h000    | Reichsbahn SG StuttgartHermann Helber Fritz Helber Karl Meyer    | 8:47:06 h000    | TSV 1867 LeipzigHelmut Lohse Zänker Salvetter                               | 9:08:05 h000    |
| 110 m Hürden                                | Hans Zepernick (Berliner SC)                                                    | 15,3 s00        | Manfred Strehlau (SpVgg ASCO Königsberg)                         | 15,4 s00        | Erwin Wegner (SG Posen)                                                     | 15,6 s00        |
| 400 m Hürden                                | Helmut Fromme (SG Bad Tölz)                                                     | 55,6 s00        | Heinz Brand (Luftwaffen SV Berlin)                               | 55,6 s00        | Walter Darr (SV Arnoldi 01 Gotha)                                           | 58,2 s00        |
| 3000 m Hindernis                            | Rolf Seidenschnur (Post SV Kiel)                                                | 9:18,4 min      | Ferdinand Muschik (SK Rapid Wien)                                | 9:35,0 min      | Erhard Kynast (Dresdner SC)                                                 | 9:46,6 min      |
| 4 × 100 m Staffel                           | Luftwaffen SV BerlinKarl Fehrmann Karl Lehmann Willi Bönecke Harald Mellerowicz | 42,7 s00        | SS-Sport-Gemeinschaft BerlinNowakowski Zepf Choc Günther Honolka | 44,0 s00        | DSC BerlinGerhard Habermann Teschner Vaupel H. Habermann                    | 44,0 s00        |
| 4 × 400 m Staffel                           | Luftwaffen SV BerlinGerhard Strasen Alfred Grau Erich Linnhoff Fritz Ahrens     | 3:17,5 min      | Eintracht BraunschweigHolzapfel Leue Weise Rudolf Harbig         | 3:21,7 min      | Hamburger SVLudwig Rath Hermann Liebermann Heinrich Homburg Herbert Behrend | 3:23,8 min      |
| 3 × 1000 m Staffel                          | SCC BerlinKarl Heß Hans Brandscheit Dieter Giesen                               | 7:39,6 min      | MTV NordhausenMickinn Ewald Mertens Kordbalag                    | 7:42,0 min      | Hessen-Preußen KasselMennikheim Leber Ernst Zehnter                         | 7:44,4 min      |
| 10.000 m Bahngehen                          | Hermann Schmidt (SV Polizei Hamburg)                                            | 45:19,2 min     | Eberhard Parnemann (SCC Berlin)                                  | 46:15,0 min     | Rudolf Krüger (ASV Köln)                                                    | 47:16,0 min     |
| 50-km-Straßengehen                          | Hermann Grittner (Reichsbahn SV Köln)                                           | 4:31:13,8 h     | Friedrich Prehn (TSG Leipzig-Lindenau)                           | 4:37:40,6 h     | Fritz Bleiweiß (Berliner AK 07)                                             | 4:43:00,6 h     |
| 50-km-Straßengehen, Mannschaftswertung      | Eintracht BraunschweigTheo Arendes Gustav Peinemann Hans Kandutsch              | 14:29:53,6 h    | Brigade 35 LeipzigErich Blau Martin Köhler Herbert Nagel         | 15:14:52,6 h    | SG OrPo LitzmannstadtFritz Buckmann Weber Mager                             | 16:12:52,0 h    |
| Hochsprung                                  | Hermann Nacke (TSM Otto Schott Jena)                                            | 1,94 m          | Karl-Heinz Langhoff (WKG Heinkel Rostock)                        | 1,91 m          | Hans Martens (Marine Kiel)                                                  | 1,85 m          |
| Stabhochsprung                              | Rudolf Glötzner (Turnerbund Weiden)                                             | 4,10 m          | Josef Haunzwickel (Weiß-Rot-Weiß Wien)                           | 3,80 m          | Herbert Kroll (LSV Weiden)                                                  | 3,80 m          |
| Weitsprung                                  | Gerhard Luther (SC ATOS Berlin)                                                 | 7,20 m          | Luz Long (Leipziger SC)                                          | 7,09 m          | Günther König (Stettiner SC)                                                | 7,03 m          |
| Dreisprung                                  | Friedrich Scheibe (SV 1898 Halle)                                               | 14,71 m         | Hans Mähnert (VfL Halle 1896)                                    | 14,69 m         | Theo Hebebrand (Reichsbahn-SG Neuss)                                        | 14,65 m         |
| Kugelstoßen                                 | Hans Woellke (Polizei SV Berlin)                                                | 15,14 m         | Heinrich Trippe (Polizei SV Berlin)                              | 15,12 m         | Josef Bongen (SS-Sport-Gemeinschaft Berlin)                                 | 14,76 m         |
| Diskuswurf                                  | Johann Wotapek (Polizei SV Wien)                                                | 47,08 m         | Ernst Lampert (WSV Litzmannstadt)                                | 44,51 m         | Gustav Marktanner (Stuttgarter Kickers)                                     | 44,47 m         |
| Hammerwurf                                  | Karl Storch (SG Arolsen)                                                        | 53,49 m         | Erwin Blask (Berliner SC)                                        | 53,20 m         | Karl Hein (SV St. Georg Hamburg)                                            | 52,79 m         |
| Speerwurf                                   | Karl-Heinz Berg (TSV 1867 Leipzig)                                              | 69,36 m         | Paul Wenzel (Luftwaffen SV Berlin)                               | 62,95 m         | Erwin Pektor (Wiener AC)                                                    | 62,55 m         |
| Fünfkampf, 1934er W. 2. Zeile: 1985er Wert. | Fritz Müller (SV St. Georg Hamburg)                                             | 3796 P (3620 P) | Günther Honolka (SS-Sport-Gemeinschaft Berlin)                   | 3541 P (3433 P) | Hermann Liebermann (Hamburger SV)                                           | 3511 P (3362 P) |
| Zehnkampf, 1934er W. 2. Zeile: 1985er Wert. | Fritz Müller (SV St. Georg Hamburg)                                             | 6920 P (6624 P) | Gerd Middelberg (LSV Warnemünde)                                 | 6354 P (6180 P) | Gustav Stührk (SV Siemens Berlin)                                           | 6267 P (6057 P) |

## Medaillengewinnerinnen Frauen
| Disziplin                                      | Gold                                                                       | Leistung       | Silber                                                | Leistung       | Bronze                                                         | Leistung       |
| ---------------------------------------------- | -------------------------------------------------------------------------- | -------------- | ----------------------------------------------------- | -------------- | -------------------------------------------------------------- | -------------- |
| 100 m                                          | Ida Kühnel (MTV 1879 München)                                              | 12,3 s         | Dora Blask geb. Voigt (SCC Berlin)                    | 12,7 s         | Maria Jöckel (TV Bad Orb)                                      | 12,7 s         |
| 200 m                                          | Dora Blask geb. Voigt (SCC Berlin)                                         | 25,6 s         | Grete Winkels (ASV Köln)                              | 25,7 s         | Elfriede Köhnsen (Hamburger SV)                                | 25,8 s         |
| 80 m Hürden                                    | Lieselotte Peter (Post SV Oppeln)                                          | 11,7 s         | Siegfriede Prater (SC 1903 Weimar)                    | 11,7 s         | Luise Krüger (Dresdner SC)                                     | 12,3 s         |
| 4 × 100 m Staffel                              | SCC BerlinLiselotte Laschinski Dora Blask geb. Voigt Eva Dürre Erika Biess | 49,6 s         | Eintracht FrankfurtSowa Resi Kurz Kroll Josefine Kohl | 50,1 s         | MTV 1879 MünchenKaltenbach Ida Kühnel Else Helfer Erika Eckelt | 50,2 s         |
| Hochsprung                                     | Erika Eckelt (MTV 1879 München)                                            | 1,54 m         | Feodora Gräfin zu Solms (MSV Wünsdorf)                | 1,54 m         | Luise Löckemann (VfB Jena)                                     | 1,54 m         |
| Weitsprung                                     | Christel Schulz (TV 1862 Münster)                                          | 5,99 m         | Irmgard Kirchhoff (KSV Hessen Kassel)                 | 5,76 m         | Felicitas Schmidt (SCC Berlin)                                 | 5,62 m         |
| Kugelstoßen                                    | Gisela Mauermayer (TV Nymphenburg München)                                 | 12,94 m        | Lore Grebe (TuS 1860 Magdeburg-Neustadt)              | 12,78 m        | Elfriede Kirchhof (Bielefelder TG)                             | 12,68 m        |
| Diskuswurf                                     | Gisela Mauermayer (TV Nymphenburg München)                                 | 42,63 m        | Anna Hagemann (Hessen-Preußen Kassel)                 | 40,23 m        | Hilde Sommer (VfB Breslau)                                     | 40,13 m        |
| Speerwurf                                      | Inge Wolf geb. Plank (1. FC Nürnberg)                                      | 42,63 m        | Luise Krüger (Dresdner SC)                            | 41,94 m        | Susanne Pastoors (Post SV Berlin)                              | 41,76 m        |
| Fünfkampf, offiz. Wert. 2. Zeile: 1980er Wert. | Luise Krüger (Dresdner SC)                                                 | 341 P (3257 P) | Anneliese Matthiesen (SV St. Georg 1895 Hamburg)      | 328 P (3091 P) | Lisa Gelius (TS Jahn München)                                  | 320 P (3049 P) |